# 크리설리스 레코드
크리설리스 레코드(Chrysalis Records)는 영국의 레코드 레이블이다.

## 아티스트
| - 이언 앤더슨 - 어레스티드 디벨럽먼트 - 애슬리트 - 토니 배질 - Bedlam - 팻 베네타 - 블론디 - 벨린다 칼라일 - 갱 스타 - 젠틀 자이언트 (미국, 캐나다 제외) - 보브캣 골드스웨이트 - 구루 - 제리 할리웰 - 로이 하퍼 (미국) - 데비 해리 - 이언 헌터 - 아이스하우스 - 빌리 아이돌 - 제쓰로 툴 - 조앤 제트 - 그렉 레이크 - 아만다 레아 | - 휴이 루이스 앤 더 뉴스 - 시네이드 오코너 - 아스토르 피아졸라 - 코지 파월 - 파워 스테이션 (미국 제외) - 프로클레이머스 - 프로콜 하럼 - 라몬스 1989-2006 (영국 전용) - 리오 세이어 (미국, 캐나다 제외) - 미하엘 쉥커 그룹 - 루시 실바스 - 심플 마인즈 - 스팬도 발레 - 스페셜스 (미국) | - 스타세일러 - 카를하인츠 슈토크하우젠 - 슈퍼트램프 (미국 제외) - 실베스터 - 리처드 린다 톰슨 - 2 Tribes - 보니 타일러 (미국) - 울트라복스 - 밋지 유르 - 유라이어 힙 (미국) - 워타임 - 더 워터보이즈 - 화이트 타운 - 로비 윌리엄스 |